# Antonie Ostrołęckie
Antonie Ostrołęckie – zlikwidowany wąskotorowy przystanek osobowy w miejscowości Antonie na linii kolejowej Myszyniec – Grabowo Wąskotorowe, w powiecie ostrołęckim, w województwie mazowieckim, w Polsce.